# Polyplectana kefersteinii
Espèce
Polyplectana kefersteinii est une espèce de concombre de mer de la famille des Synaptidae. 

## Description et caractéristiques
C'est une holothurie synaptidée classique : son corps fin et tubulaire est très allongé (presque serpentiforme), et présente des bourrelets arrondis plus ou moins réguliers sur toute sa longueur. Elle peut dépasser 1 m de long pour quelques centimètres de large, mais la plupart des spécimens rencontrés mesurent moins de la moitié de cette longueur. Sa couleur varie d'un rose pâle au brun sombre, et elle est parfois légèrement translucide ; elle ne présente jamais de lignes longitudinales ou d'ornement supplémentaire, à part parfois de petits points bruns autour de la bouche. Sa bouche est entourée de 15 à 25 de tentacules longs et fins, préhensiles et pinnés, faisant penser à des plumes. 

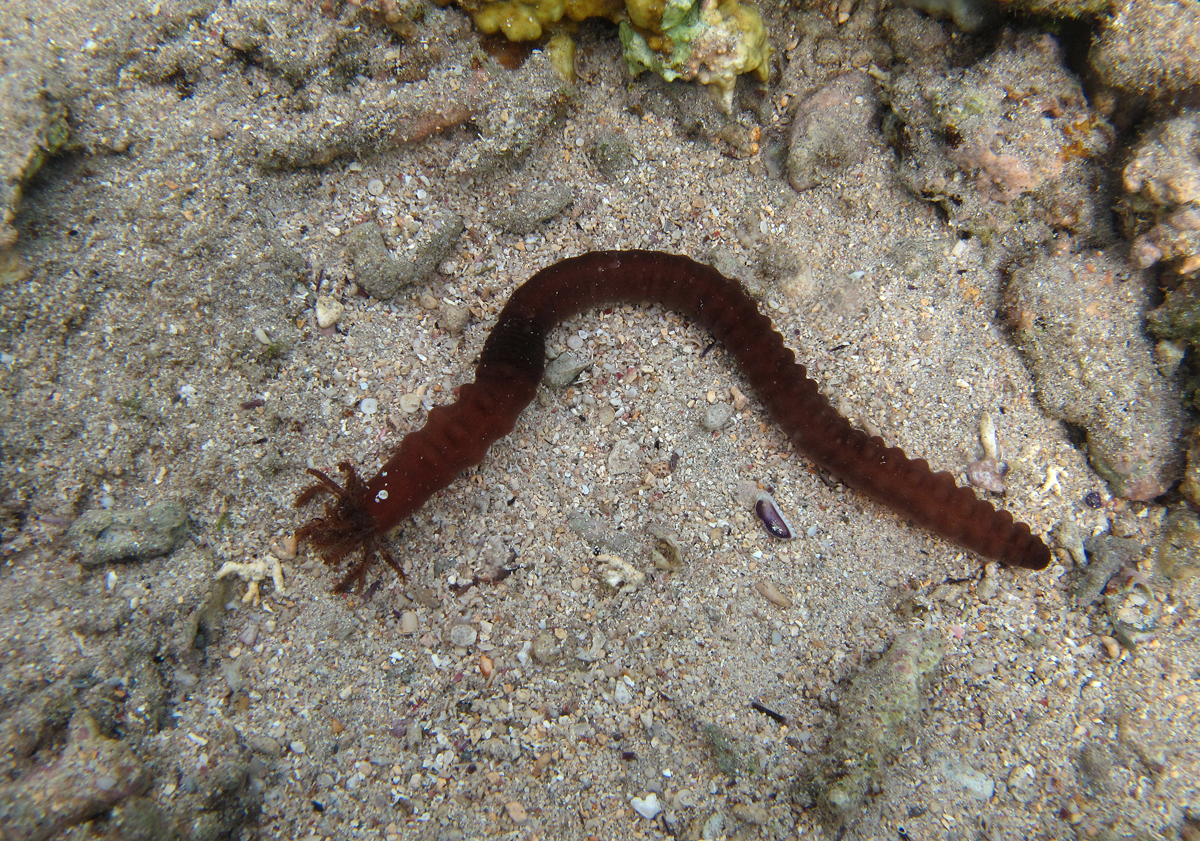
Spécimen observé à La Réunion.

## Habitat et répartition
Cette espèce est tropicale, et se rencontre dans l'océan Indien depuis les Mascareignes et les Seychelles jusqu'au Pacifique ouest, comme à Taiwan et aux Philippines. Elle est cependant aussi signalée par certaines sources en Nouvelle-Calédonie et en Polynésie, et même jusqu'à Hawaii. 
On rencontre cette holothurie sur le fond des lagons coralliens calmes et riches en sable, entre la surface et 77 m de profondeur.